# Panopea (mitología)
En la mitología griega, Panopea (en griego: Πανόπεια), también Panopaea, y Panope eran dos de las Nereidas. Panope era también el nombre de una de las hijas de Tespio y Megamede, que le dio a Heracles un hijo llamado Trepsipas.